# Columna Uribarri

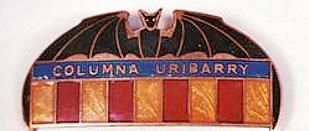
Insignia de la Columna, fortament basada en l'escut del València CF.

La Columna Uribarri fou un grup de milicians republicans valencians que participà en la Guerra Civil espanyola comandat per Manuel Uribarri. La columna, formada per entre quatre-cents i cinc-cents homes, la componien guàrdies civils de València i un grup d'anarquistes valencians, és coneguda la seua participació en la reconquesta d'Eivissa i Formentera, una operació desenvolupada en els primers dies de la guerra, entre agost i setembre de 1936, per a impedir que les tropes italianes tingueren una base tan a prop de la península Ibèrica i capturar l'armament que es dipositava al castell d'Eivissa. El 7 d'agost de 1936 Formentera fou presa per la Columna Uribarri i, en pocs dies, amb l'ajuda de la Columna de Baleares d'Alberto Bayo conquerí Eivissa, desplegant una senyera coronada, cedida pel Partit Valencianista d'Esquerra, i formà el Comité Antifeixista d'Eivissa poc defensada pels rebels.
El 13 d'agost, la Columna tornà a València per manca d'acord amb Bayo sobre els passos a seguir a continuació.